# Fogyasztás-előrejelzés
A fogyasztás-előrejelzés adott energiakereskedő szemszögéből az általa ellátott fogyasztók energiafelhasználásának becslése korábbi allokált fogyasztási adataik alapján. A rendszerüzemeltető által végzett allokálás eredménye alapján egyértelműen meghatározható, hogy a nominálástól mekkora eltérés keletkezett. Ennek az eltérésnek a függvényében az energiakereskedőnek pótdíjat, esetleg büntetést is kell fizetnie a rendszerüzemeltető számára. Annak érdekében, hogy ez a többlet ráfordítás minimális legyen, a fogyasztás-előrejelzés révén a várthoz legközelebb eső nominálási mennyiség adható meg. A hosszútávú fogyasztás-előrejelzés továbbá a forrásoptimalizálás alapját is képezheti, hiszen az energiakereskedő a várható fogyasztásnak megfelelően kereshet hosszútávú szerződéses forrásokat.
A rövidtávú fogyasztás-előrejelzésnek tehát a gáziparban a nominálásban, a villamos áram piacán a menetrendezésben van jelentősége. E tevékenységek során ugyanis az energiakereskedőnek a várható energiafelhasználását kell bejelentenie adott rendszerüzemeltető számára - adott napra, vagy adott hétre vonatkozóan.
A hosszútávú fogyasztás-előrejelzésnek a forrásportfolió kialakításában, és a kapacitáslekötések során van jelentősége. (Hosszú távon a jogszabályok szerint legalább 1 év értendő, de a gyakorlatban az 1-10 éves időtávot értik.) A forrásportfolió létrehozása annyit jelent, hogy egy energiakereskedő olyan hosszútávú szerződéseket köt más energiakereskedőkkel v. termelőkkel, melyek várható energiafelhasználását (de facto ügyfeleinek fogyasztását) biztosítják. A hosszútávú fogyasztás-előrejelzésnek a kapacitáslekötés szempontjából az a jelentősége, hogy az energiakereskedőknek - meghatározott szabályok és határidők szerint - a rendszerüzemeltetők rendszerein kapacitásokat kell lekötniük. Ezt megelőzően akár ún. fogyasztói igény előrejelzést is be kell nyújtaniuk, alátámasztandó kapacitásigényüket várható fogyasztási igényekkel. A hosszútávú fogyasztás-előrejelzésnek épp e hosszútávú kapacitáslekötésekben van emiatt fontos szerepük.